# 森佳子 (音楽学者)
森 佳子（もり よしこ、生年不詳）は、日本の音楽学者。

## 来歴
新潟県生まれ。国立音楽大学楽理学科卒業。パリ第4大学（ソルボンヌ）音楽学修士号、パリ・スコラ・カントルム和声対位法科ディプロム、2012年「オッフェンバックの芸術的戦略としての「夢幻オペレッタ」 :1870年代パリの演劇文化の変容と「二流劇場」におけるミドルカルチャーの誕生」で早稲田大学文学博士。日本大学ほか非常勤講師、早稲田大学総合研究機構オペラ／音楽劇研究所招聘研究員。

## 著書
- 『笑うオペラ』青弓社 2002
- 『クラシックと日本人』青弓社 2004
- 『オッフェンバックの「夢幻オペレッタ」 1870年代パリの演劇文化の変容とミドルカルチャーの誕生』

早稲田大学出版部・早稲田大学モノグラフ 2012
- 『オッフェンバックと大衆芸術 パリジャンが愛した夢幻オペレッタ』早稲田大学出版部・早稲田大学学術叢書 2014
- 『オペレッタの幕開け オッフェンバックと日本近代』青弓社 2017

### 翻訳 ほか
- 『モーパッサン残酷短編集』 梨の木舎 2004

鈴木暁共監訳、石阪さゆり・山本一朗・嶋田貴夫・清水佳代子共訳
- エクトル・ベルリオーズ『音楽のグロテスク』青弓社 2007

共編
- 『オペラ学の地平 総合舞台芸術への学際的アプローチ 2』彩流社 2009

丸本隆・伊藤直子・長谷川悦朗・福中冬子共編
- 『演劇と音楽』奥香織・新沼智之・萩原健共編、森話社 2020
- 『パリ・オペラ座とグランド・オペラ』

丸本隆・嶋内博愛・添田里子・中村仁共編、森話社 2022